# 1903 na ciência

## Eventos
- 23 de Novembro - Olinto De Pretto apresenta a tese "Ipotesi dell'etere nella vita dell'universo", ou ("Hipótese do éter na vida do universo"), que foi supostamente plagiada e incorporada por Albert Einstein para criação da teoria da relatividade.
- 17 de Dezembro - os irmãos Wright efetuam a primeira decolagem de um veículo mais pesado que o ar.
- Walter Sutton faz uma hipótese de que os cromossomos são unidades hereditárias[1]
- Mikhail Semyonovich Tsvet inventa a cromatografia, uma importante técnica analítica.[2]

## Nascimentos
| Data            | Nome                             | Profissão      | Nacionalidade                              | Observações                                                                                        | Ref                        |
| --------------- | -------------------------------- | -------------- | ------------------------------------------ | -------------------------------------------------------------------------------------------------- | -------------------------- |
| 12 de janeiro   | Igor Kurchatov                   | físico         | Império Russo                              | m. 1960 Prémio Stalin 1954                                                                         |                            |
| 2 de fevereiro  | Bartel Leendert van der Waerden  | matemático     | Países Baixos                              | m. 1996                                                                                            |                            |
| 22 de fevereiro | Frank P. Ramsey                  | matemático     | Reino Unido da Grã-Bretanha e Irlanda      | m. 1930                                                                                            |                            |
| 26 de fevereiro | Giulio Natta                     | químico        | Itália                                     | m. 1979 Nobel da Química 1963 Medalha de Ouro Lomonossov 1969                                      | [ 3 ] [ 4 ]                |
| 17 de março     | Rudolf Signer                    | químico        | Suíça                                      | m. 1990 Medalha Lavoisier (SCF) 1949                                                               | [ 5 ]                      |
| 24 de março     | Adolf Friedrich Johann Butenandt | bioquímico     | Império Alemão                             | m. 1995 Nobel da Química 1939                                                                      | [ 3 ]                      |
| 8 de abril      | Marshall Harvey Stone            | matemático     | Estados Unidos                             | m. 1989                                                                                            |                            |
| 25 de abril     | Andrei Nikolaevich Kolmogorov    | matemático     | Império Russo                              | m. 1987                                                                                            |                            |
| 23 de maio      | William Prager                   | matemático     | Império Alemão                             | m. 1980 Medalha Theodore von Karman 1960 Medalha Timoshenko 1966                                   | [ 6 ] [ 7 ]                |
| 24 de maio      | Władysław Orlicz                 | matemático     | Polónia                                    | m. 1990                                                                                            |                            |
| 25 de maio      | António Almeida Costa            | matemático     | Reino Unido de Portugal, Brasil e Algarves | m. 1978                                                                                            |                            |
| 29 de maio      | Hollis Dow Hedberg               | geólogo        | Estados Unidos                             | m. 1988 Medalha Mary Clark Thompson 1973 Medalha Wollaston 1975 Medalha Penrose 1980               | [ 8 ] [ 9 ] [ 10 ]         |
| 14 de junho     | Alonzo Church                    | matemático     | Estados Unidos                             | m. 1995                                                                                            |                            |
| 6 de setembro   | William Ross Ashby               | neurologista   | Reino Unido da Grã-Bretanha e Irlanda      | m. 1972                                                                                            |                            |
| 7 de setembro   | Dudley E. Littlewood             | matemático     | Reino Unido da Grã-Bretanha e Irlanda      | m. 1979                                                                                            |                            |
| 4 de outubro    | John Atanasoff                   | matemático     | Estados Unidos                             | m. 1995                                                                                            |                            |
| 6 de outubro    | Ernest Walton                    | físico         | Irlanda                                    | m. 1995 Nobel da Física 1951 Medalha Hughes 1938                                                   | [ 11 ] [ 12 ]              |
| 2 de novembro   | Victor Kupradze                  | matemático     | Império Russo (Geórgia)                    | m. 1985                                                                                            |                            |
| 27 de novembro  | Lars Onsager                     | físico-químico | Noruega / Estados Unidos                   | m. 1976 Nobel da Química 1968 Medalha Lorentz 1958                                                 | [ 3 ] [ 13 ]               |
| 3 de dezembro   | Sydney Goldstein                 | matemático     | Reino Unido da Grã-Bretanha e Irlanda      | m. 1989 Medalha Timoshenko 1965                                                                    | [ 7 ]                      |
| 5 de dezembro   | Cecil Frank Powell               | físico         | Reino Unido da Grã-Bretanha e Irlanda      | m. 1969 Nobel da Física 1950 Medalha Hughes 1949 Medalha de Ouro Lomonossov 1967 Medalha Real 1961 | [ 11 ] [ 12 ] [ 4 ] [ 14 ] |
| 28 de dezembro  | John von Neumann                 | matemático     | Áustria-Hungria                            | m. 1957 Prêmio Memorial Bôcher 1938 Prémio Enrico Fermi 1956                                       | [ 15 ] [ 16 ]              |

## Mortes
| Data            | Nome                      | Profissão                            | Nacionalidade   | Observações                                      | Ref           |
| --------------- | ------------------------- | ------------------------------------ | --------------- | ------------------------------------------------ | ------------- |
| 1 de fevereiro  | George Gabriel Stokes     | matemático e físico                  | Irlanda         | n. 1819 Medalha Copley 1893 Medalha Rumford 1852 | [ 17 ] [ 18 ] |
| 21 de fevereiro | František Josef Studnička | matemático e astrónomo               | Áustria-Hungria | n. 1836                                          |               |
| 2 de março      | Gustav Radde              | naturalista e explorador             | Império Alemão  | n. 1831                                          |               |
| 28 de abril     | Josiah Willard Gibbs      | físico, químico teórico e matemático | Estados Unidos  | n. 1839                                          |               |
| 10 de junho     | Luigi Cremona             | matemático e político                | Itália          | n. 1830                                          |               |
| 7 de outubro    | Rudolf Lipschitz          | matemático                           | Império Alemão  | n. 1832                                          |               |

## Prémios

### Medalha Bigsby
- Henri Mark Ami[19]

### Medalha Copley
- Eduard Suess[17]

### Medalha Davy
- Pierre Curie[20] e Marie Curie[20]

### Medalha Guy de prata
- Yves Guyot[21]

### Medalha Hughes
- Johann Wilhelm Hittorf[12]

### Medalha Lobachevsky
- David Hilbert[22]

### Medalha Lyell
- Frederick William Rudler[23]

### Medalha Matteucci
- Albert Abraham Michelson[24]

### Medalha Murchison
- Charles Callaway[25]

### Medalha de Ouro da Royal Astronomical Society
- Hermann von Struve[26]

### Medalha Real
- David Gill[14] e Horace Tabberer Brown[14]

### Medalha Wollaston
- Heinrich Rosenbusch[9]

### Prémio Nobel
- Física - Antoine Henri Becquerel[11], Pierre Curie[11], Marie Curie[11].
- Química - Svante August Arrhenius[3].
- Medicina - Niels Ryberg Finsen[27].